# Jaclyn Smith
Ellen Jaclyn Smith, född 26 oktober 1945 i Houston, Texas, är en amerikansk skådespelare, mest känd för sin roll som Kelly Garrett i TV-serien Charlies änglar (1976–1981). Jaclyn Smith började sin karriär som fotomodell och har som skådespelare främst varit verksam inom TV. Hon är gift med läkaren Brad Allen sedan 1997.

## Filmografi (urval)
- 1974 – Bootleggers
- 1975 – Krona eller klave (TV-serie)
- 1976–1981 – Charlies änglar (TV-serie)
- 1980 – Nightkill
- 1981 – Jacqueline Bouvier Kennedy (TV-film)
- 1983 – Änglars vrede (TV-film)
- 1985 – Florence Nightingale (TV-film)
- 1988 – Marys chans (TV-film)
- 1988 – Identitet okänd (TV-film)
- 1990 – Kalejdoskop (TV-film)
- 1991 – Misstänkt för mord (TV-film)
- 1992 – In the Arms of a Killer (TV-film)
- 1992 – Nightmare in the Daylight (TV-film)
- 1994 – Cries Unheard: The Donna Yaklich Story (TV-film)
- 1998 – Innan du vaknar (TV-film)
- 1999 – Three Secrets (TV-film)
- 2000 – Navigating the Heart (TV-film)
- 2003 – Charlies änglar – Utan hämningar